# 隠岐国分寺
隠岐国分寺（おきこくぶんじ）は、島根県隠岐郡隠岐の島町池田にある東寺真言宗の寺院。山号は禅尾山。本尊は釈迦如来。
奈良時代に聖武天皇の詔により日本各地に建立された国分寺のうち、隠岐国国分僧寺の後継寺院にあたる。境内は国の史跡に指定されているほか、毎年4月21日に行われる蓮華会舞（国の重要無形民俗文化財）が特に知られる。
本項では現寺院とともに、古代寺院跡である隠岐国分寺跡と、隠岐国分尼寺跡（島根県指定史跡）についても解説する。

## 概要
隠岐諸島の主島の島後の最大の平野である八尾平野（やびへいや）北側の丘陵上に位置する。聖武天皇の詔で創建された国分僧寺の法燈を継ぐ寺院で、現境内と重複して旧国分僧寺の立地が推定されるほか、南東方約500メートルに旧国分尼寺跡が立地する。この国分寺付近では隠岐諸島で最大規模となる平神社古墳の築造も見られ、一帯は古くから隠岐地方の中心地であった。寺伝では、隠岐に流された後醍醐天皇の行在所でもあったといい、境内には行在所跡を記す石碑が建てられている。
現国分寺の境内は、1934年（昭和9年）に遺跡の包含地として国の史跡に指定された。2007年（平成19年）には本堂が火災により焼失したが、その再建に伴って2009年度（平成21年度）から実施された発掘調査により、旧国分寺跡と見られる遺構が発見されている。また毎年4月21日に行われる蓮華会舞（れんげえまい）は、古代の様式を残すものとして国の重要無形民俗文化財に指定されている。

## 歴史

### 古代

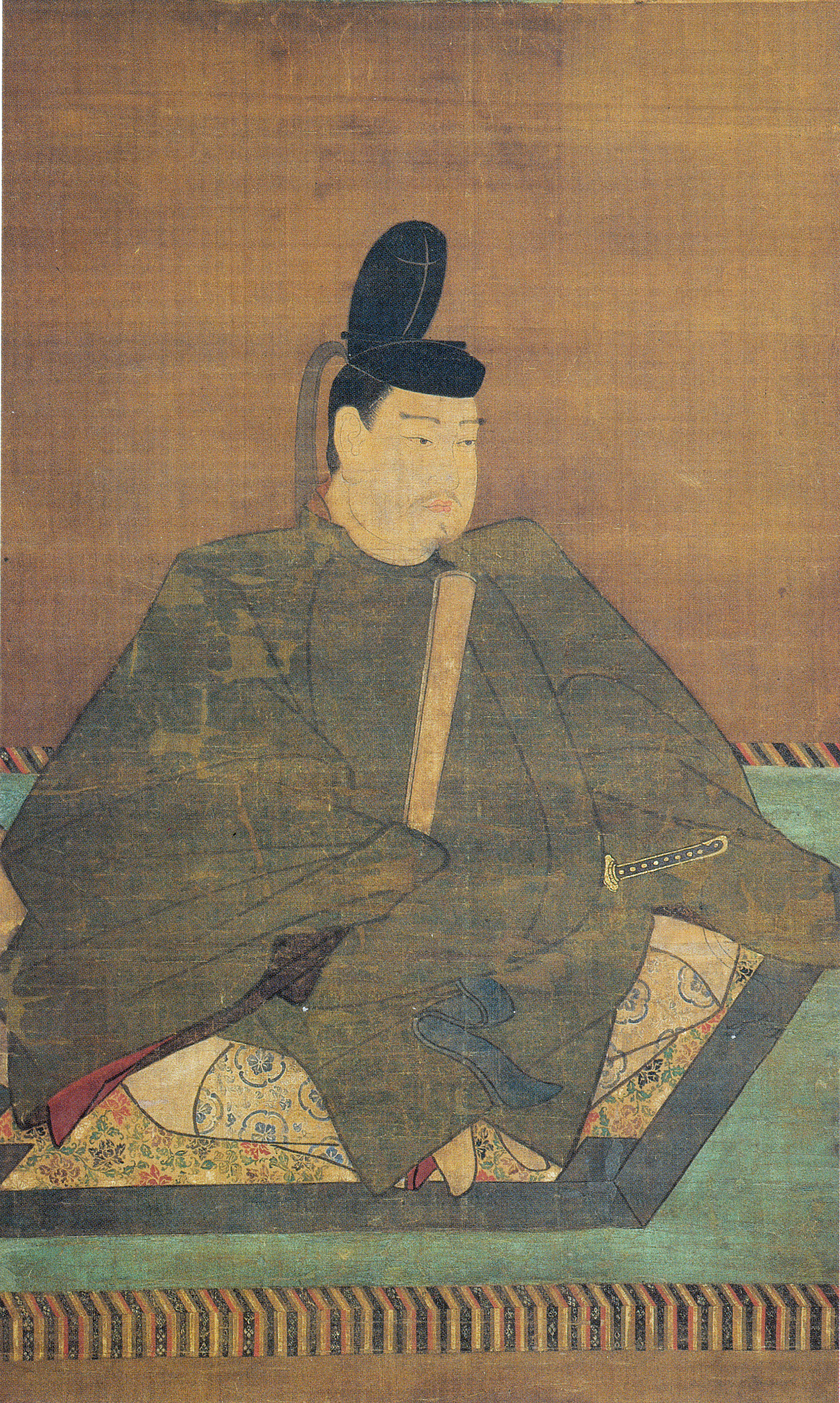
聖武天皇肖像

創建は不詳。天平13年（741年）の国分寺建立の詔の頃に創建されたと見られる。
『日本三代実録』貞観9年（867年）5月26日条によれば、新羅に近い伯耆国・出雲国・石見国・隠岐国・長門国の5ヶ国に四天王像が送られ、新羅の調伏のために道場を構える旨と国分寺の僧4人が修法を行う旨が命じられている。隠岐国の場合には、その四天王像を安置する「四王寺」は隠岐国分寺境内に置かれたとされる。
延長5年（927年）成立の『延喜式』主税上の規定では、隠岐国の国分寺料として稲5千束があてられている。
全国のほとんどの国分寺は平安時代以降に衰退するが、隠岐国分寺の場合には以後も存続が認められている。

### 中世

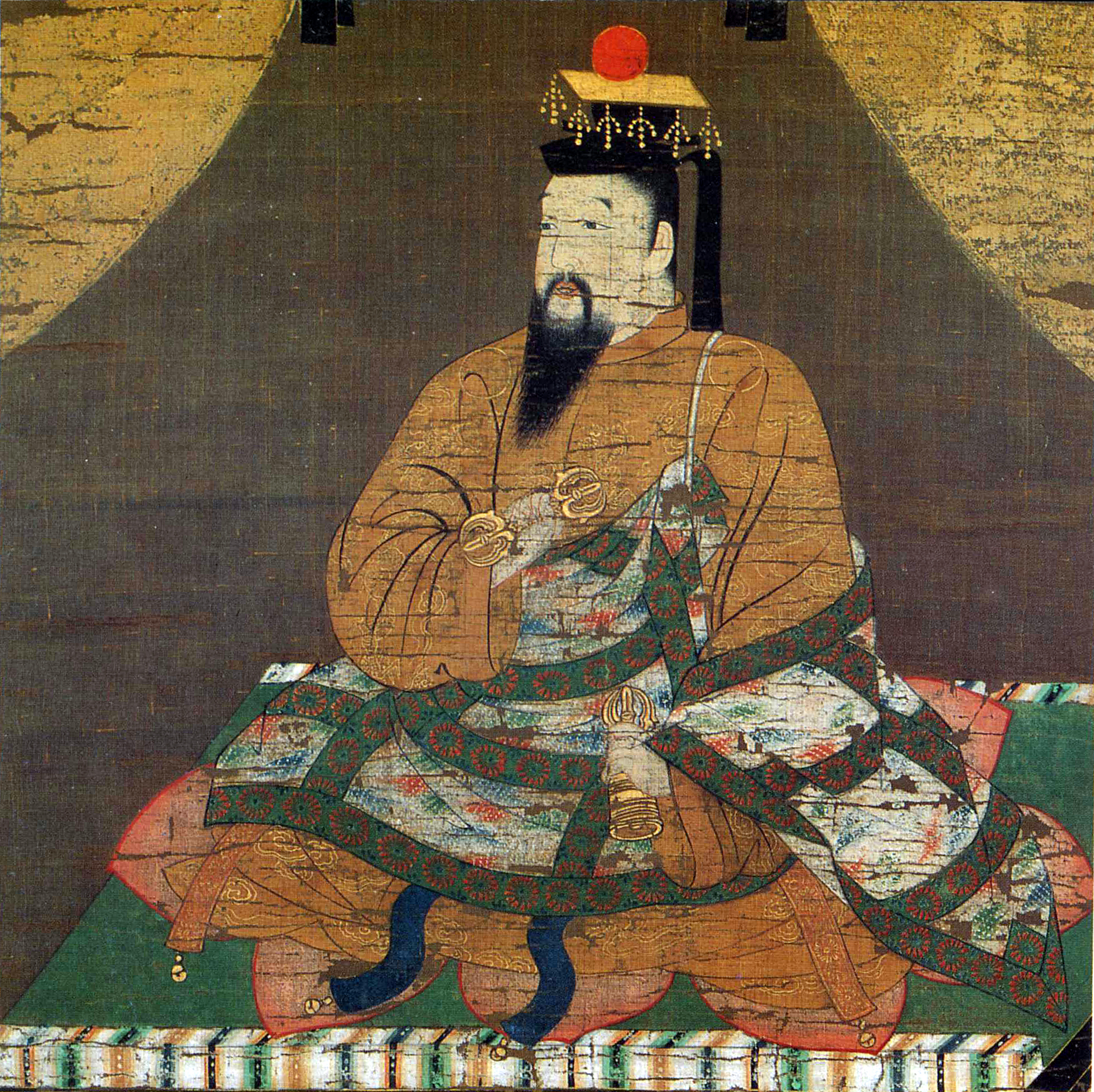
後醍醐天皇肖像

鎌倉時代末頃には、元弘2年/正慶元年（1332年）の元弘の変に敗れた後醍醐天皇が、隠岐国分寺を行在所としたといわれる。『増鏡』では天皇が隠岐島に流された時のこととして「海づらよりは少し入りたる国分寺といふ寺を、よろしくさまにとりしひておはしまさむ所にさたむ」と見えるほか、古文書では元弘2年8月19日に出雲の鰐淵寺の僧頼源が隠岐国分寺で天皇から綸旨を授かったとも見え、天皇の行在所説はこれらに基づく。一方、天皇の行在所説としては島前の西ノ島町の黒木御所も知られることから、実際の行在所の所在は判然としない。
応安2年（1369年）の寄進状写によれば、国分寺内四王寺の田地が本主断絶のため改めて国分寺に寄進されており、明徳2年（1391年）にはその確認が再度なされている。康正3年（1457年）には、守護の京極持清から国分寺住持に対して国分寺領の段銭免除と、家臣に対して段銭催促停止の指示がなされている。
明応8年（1499年）には四王寺が国分寺境内から分離して原田郷内に再建されており、この頃には国分寺の勢力は衰退していったものと見られる。永正11年（1514年）には、国分寺本堂も守護代の隠岐宗清によって再建された。

### 近世
江戸時代、寛永年間（1624-1644年）頃の寺領は5石であった。

### 近代以降
明治に入ると廃仏毀釈の展開により、国分寺は明治2年（1869年）に本堂・三重塔の焼失ののち明治3年（1870年）に廃寺となったほか、南東にあった真言宗の尼寺（中世の経緯は不明）も明治5年（1872年）に廃寺となり、「国分寺村」・「尼寺村」と称された村名もそれぞれ「池田村」・「小原村（のち有木村に併合）」と改称された。その後の経緯は次の通り。
- 僧寺
  - 1879年（明治12年）、寺の再興[8]。
  - 1934年（昭和9年）3月13日、境内が国の史跡に指定[2]。
  - 1950年（昭和25年）、本堂再建[7]。
  - 2007年（平成19年）2月25日、本堂焼失[3]。
  - 2009年度（平成21年度）、発掘調査開始[4]。
  - 2014年（平成26年）9月、本堂再建[10]。
  - 2018年（平成30年）10月15日、史跡範囲の追加指定[11]。
- 尼寺
  - 1969-1970年度（昭和44-45年度）、発掘調査[12]。
  - 1972年（昭和47年）3月31日、寺跡域が島根県指定史跡に指定[13]。

## 境内

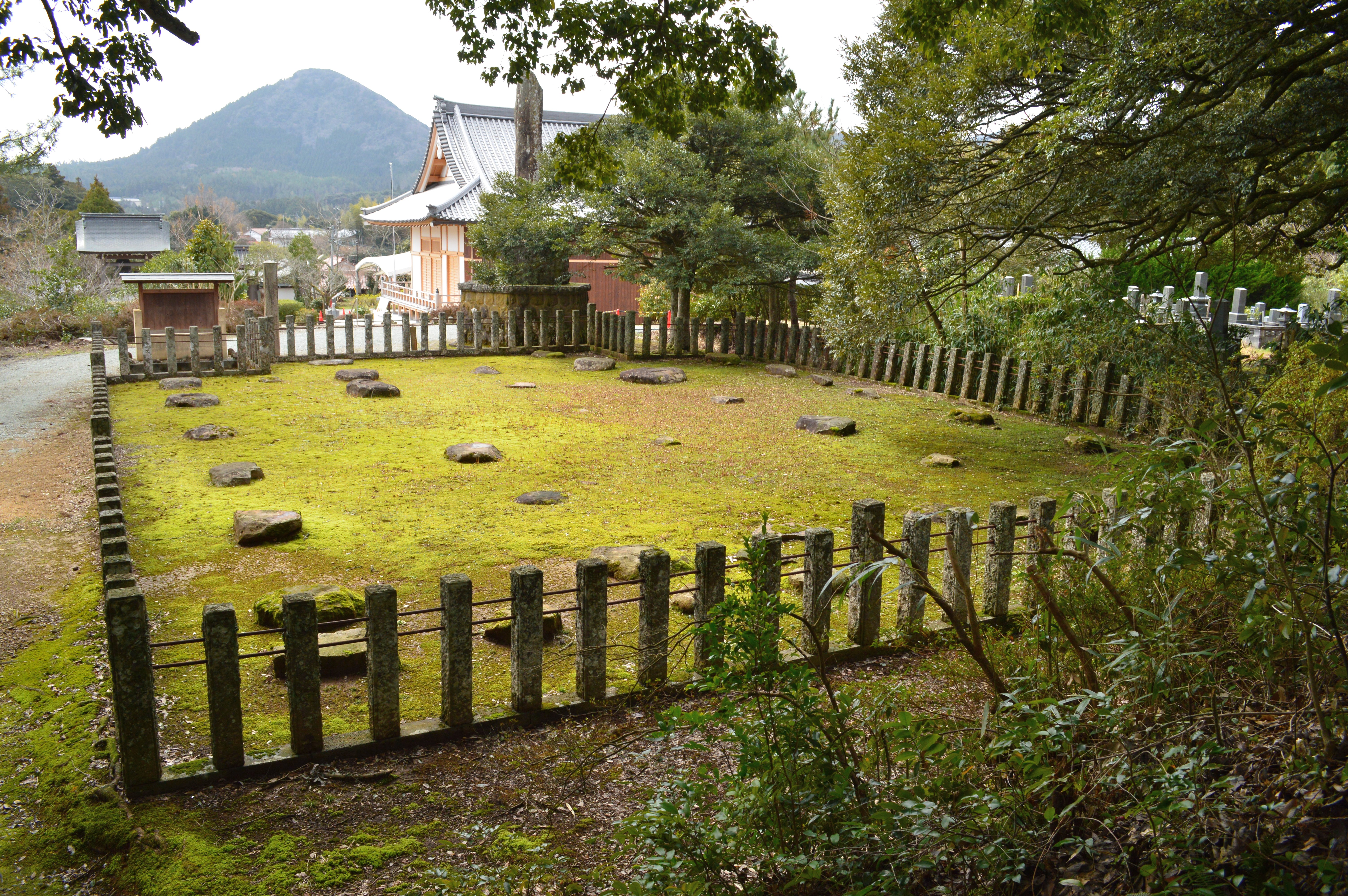
旧本堂跡 廃仏毀釈で焼失した本堂跡。
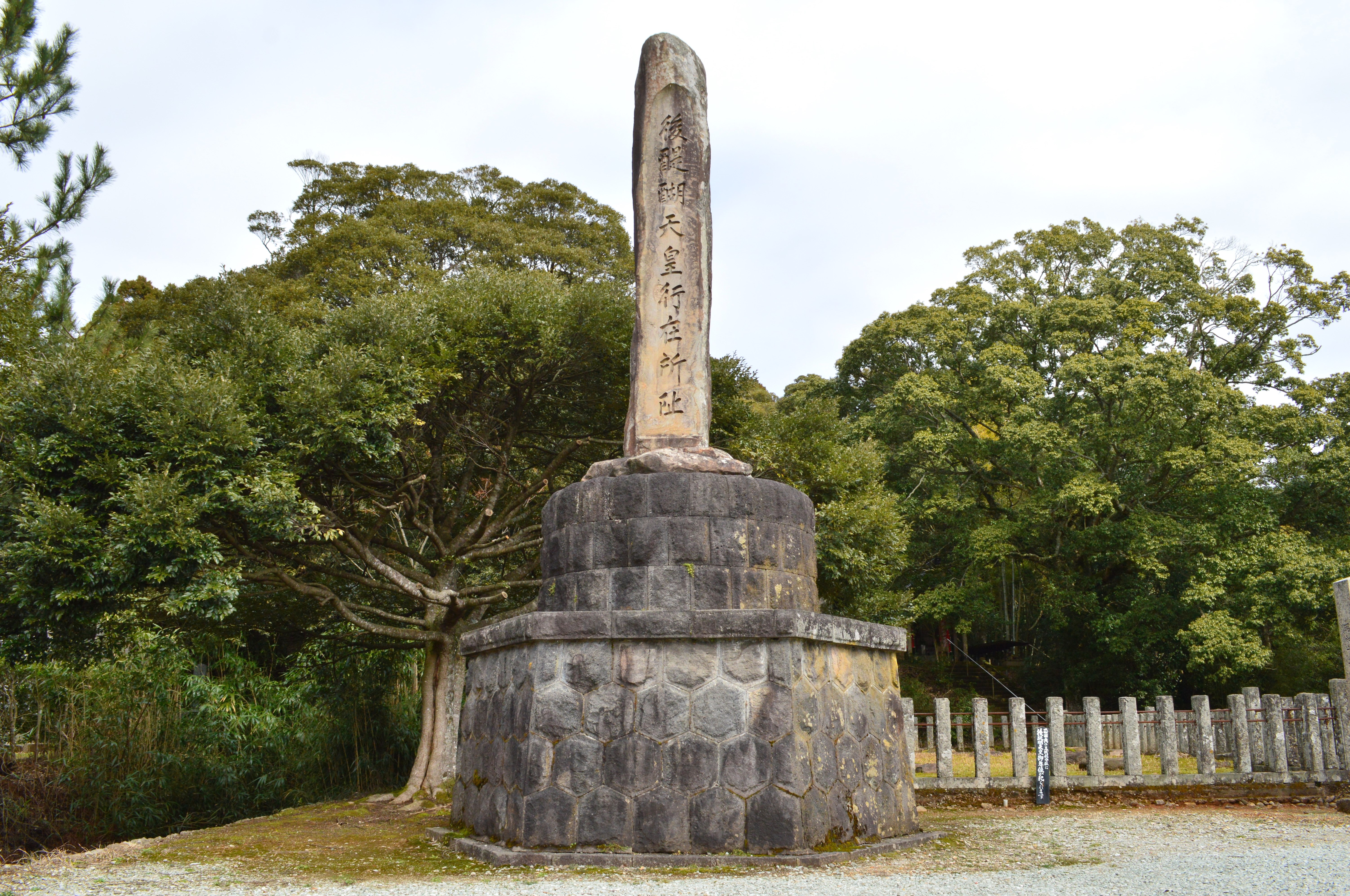
後醍醐天皇行在所阯碑
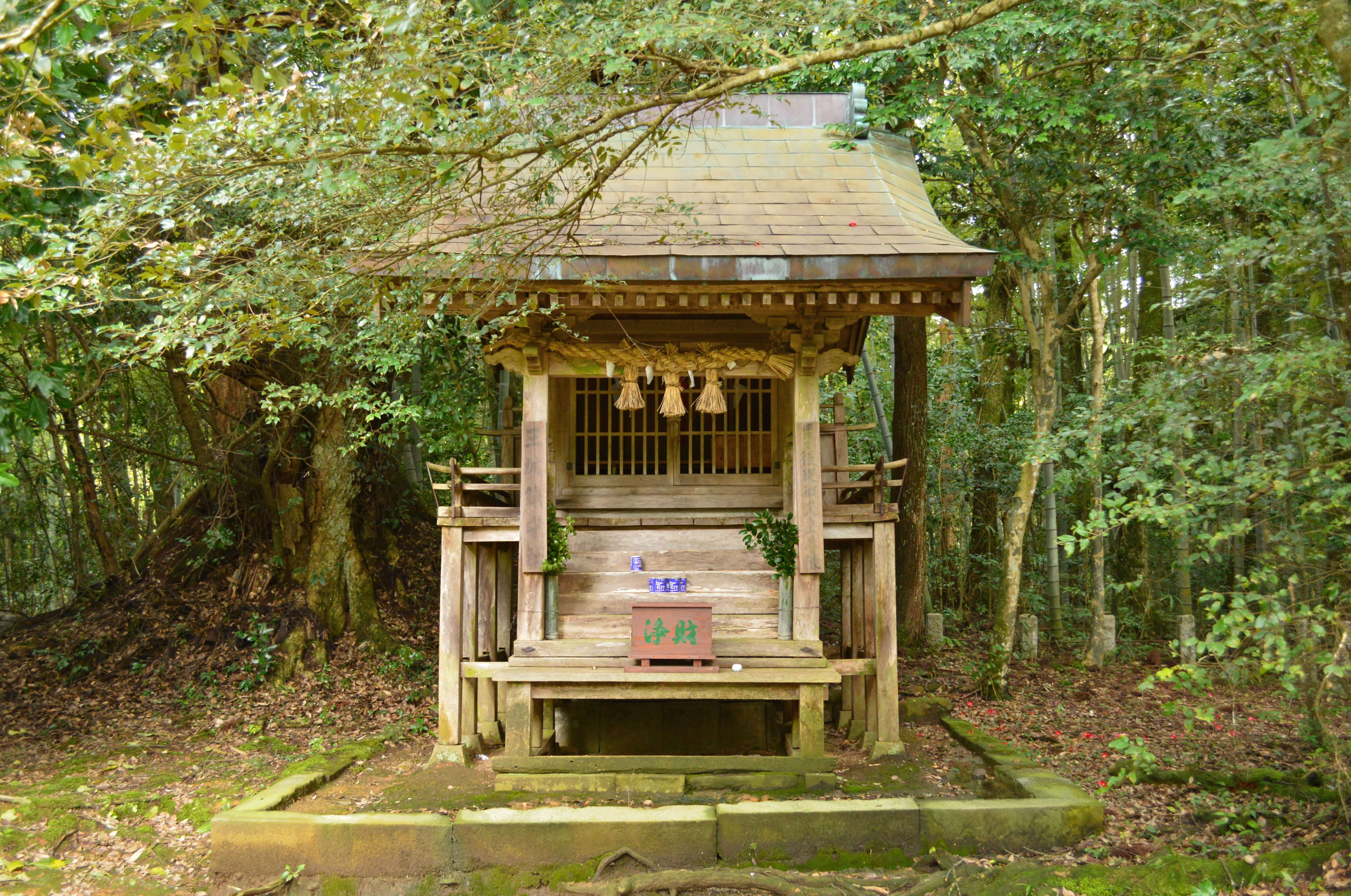
王城鎮護社 後醍醐天皇像を祀る。
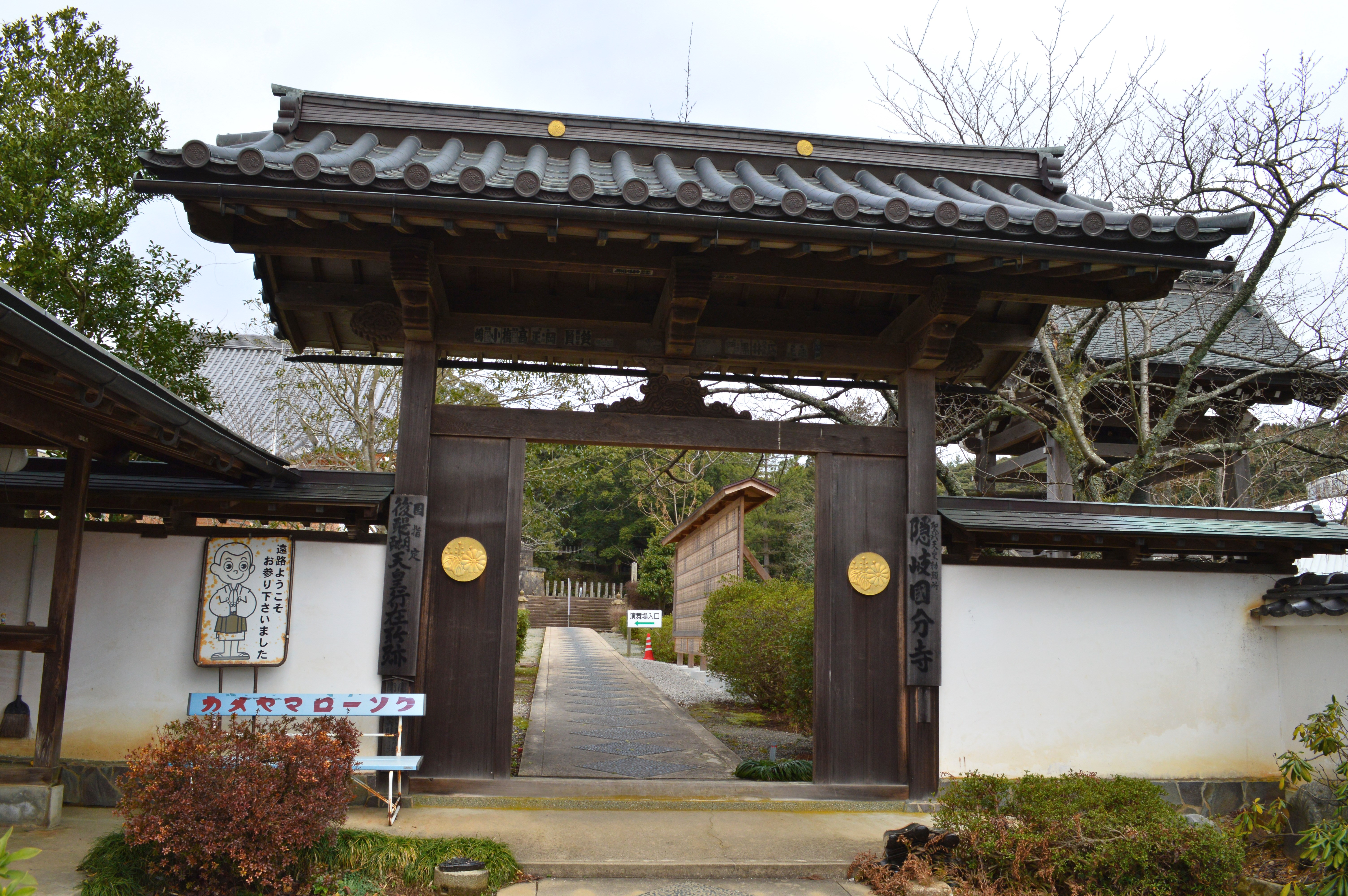
山門

## 行事
毎年4月21日（弘法大師の命日）には、蓮華会舞（れんげえまい）が催される。この舞は、元々は6月15日に四王寺で行われた行事とされ、奈良時代から平安時代頃に大陸から輸入された舞楽・無言仮面劇に近い様式を残すといわれる。現在では「麦焼舞」「眠り仏」「獅子舞」「貴徳山神」「竜王」「太平楽」「仏舞」の7番が行われるが、かつては10数番があったという。
この蓮華会舞は、1977年（昭和52年）に「隠岐国分寺蓮華会舞」として国の重要無形民俗文化財に指定されている。なお、舞に使用する古面や道具一式も伝世されていたが、2007年（平成19年）の本堂焼失の際に焼失している（「隠岐国分寺蓮華会舞」も参照）。

## 隠岐国分寺跡
僧寺跡は、現国分寺の境内一帯に推定されている。寺域は方1町（約109メートル四方）以上と見られる。現国分寺の本堂焼失に伴い2009年度（平成21年度）から発掘調査が実施されており、その中で根巻き瓦を有する柱穴列が検出され、これが旧国分寺の遺構になる可能性があるが、詳らかではない。
現国分寺では境内に礎石数個が伝世されているほか、境内から出土したという瓦が保存されている。

## 隠岐国分尼寺跡

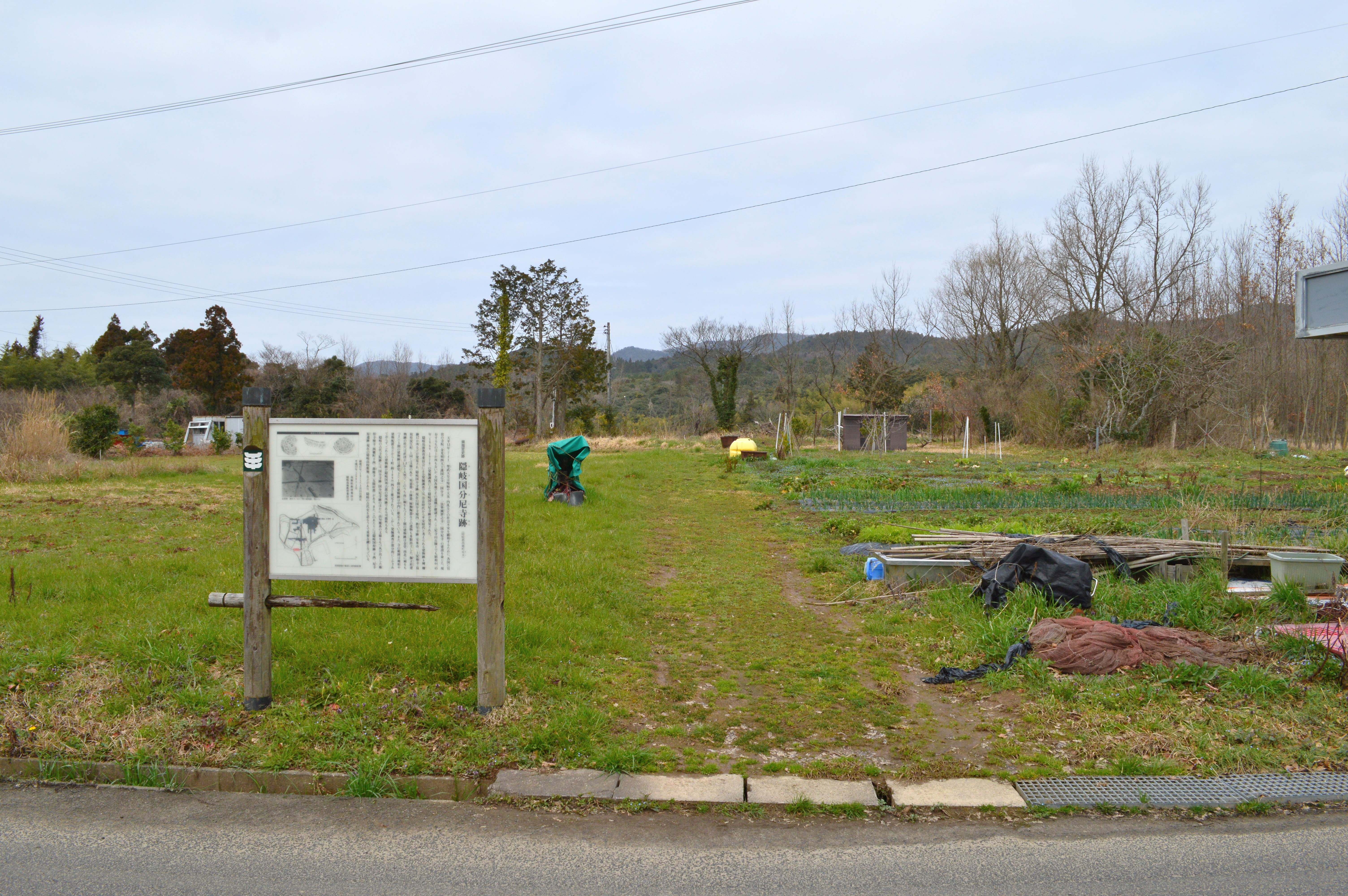
隠岐国分尼寺跡 説明板

尼寺跡は、国分寺の南東方約500メートルに位置する（北緯36度13分16.76秒 東経133度18分37.98秒 / 北緯36.2213222度 東経133.3105500度）。寺域は方1町（約109メートル四方）と推定され、発掘調査により建物跡6棟・柵跡12条・溝状遺構4条・瓦溜まりなどが見つかっている。建物跡のうち特に、南に廂を有する3×7間の建物、南北に廂を有する3×5間の建物、2×1間の建物がそれぞれ金堂・講堂・中門にあたると見られる。ただし、金堂・講堂が東西に並ぶという通常の寺院とは異なる伽藍配置になることから、周吉郡の役所とする別説もあって詳らかではない。
発掘調査で出土した瓦は、隠岐国分寺境内のほか、教昊寺跡（野方廃寺、安来市）・上淀廃寺跡（鳥取県米子市）の瓦と文様が共通する。そのほかに須恵器・土師器・緑釉陶器なども出土している。
寺跡域は1972年（昭和47年）に島根県指定史跡に指定されている。なお、付近には近世に尼寺も立地した（廃仏毀釈で廃寺）。

## 文化財

### 国の史跡
- 隠岐国分寺境内 - 1934年（昭和9年）3月13日指定[2]、2018年（平成30年）10月15日に史跡範囲の追加指定[11]。

### 重要無形民俗文化財（国指定）
- 隠岐国分寺蓮華会舞 - 昭和52年5月17日指定[5]。

### 島根県指定文化財
- 史跡
  - 隠岐国分尼寺跡 - 昭和47年3月31日指定[13]。

### その他
平安時代から桃山時代の作と見られる蓮華会舞の古面9面が、1974年（昭和49年）に島根県指定有形民俗文化財に指定されていた。しかし2007年（平成19年）の本堂焼失の際に道具一式とともに焼失したため、指定は解除されている。

## 現地情報
所在地
- 国分寺：島根県隠岐郡隠岐の島町池田風呂前
- 国分尼寺跡：島根県隠岐郡隠岐の島町有木

交通アクセス
- 西郷港から、隠岐一畑バス（隠岐病院・有木、旧五箇役場前、重栖・福浦方面）で「国分寺前」バス停下車（下車後徒歩すぐ）

周辺
- 平神社古墳 - 隠岐諸島で最大規模の古墳。

## 関連文献
- 『隠岐国分尼寺調査報告』隠岐島後教育委員会、1971年。 - リンクは奈良文化財研究所「全国遺跡報告総覧」。